# Wayne (Nebraska)
Wayne és una població dels Estats Units a l'estat de Nebraska. Segons el cens del 2000 tenia 5.583 habitants.

## Demografia
Segons el cens del 2000, Wayne tenia 5.583 habitants, 1.850 habitatges, i 989 famílies. La densitat de població era de 984,3 habitants per km².
Dels 1.850 habitatges en un 24,6% hi vivien nens de menys de 18 anys, en un 45,3% hi vivien parelles casades, en un 6,4% dones solteres, i en un 46,5% no eren unitats familiars. En el 28,6% dels habitatges hi vivien persones soles l'11,6% de les quals corresponia a persones de 65 anys o més que vivien soles. El nombre mitjà de persones vivint en cada habitatge era de 2,36 i el nombre mitjà de persones que vivien en cada família era de 2,9.
Per edats la població es repartia de la següent manera: un 15,7% tenia menys de 18 anys, un 39,6% entre 18 i 24, un 17,4% entre 25 i 44, un 13,9% de 45 a 60 i un 13,4% 65 anys o més.
L'edat mediana era de 23 anys. Per cada 100 dones de 18 o més anys hi havia 85,7 homes.
La renda mediana per habitatge era de 27.730 $ i la renda mediana per família de 51.033 $. Els homes tenien una renda mediana de 30.560 $ mentre que les dones 20.847 $. La renda per capita de la població era de 13.984 $. Aproximadament el 7,5% de les famílies i el 20% de la població estaven per davall del llindar de pobresa.

## Poblacions més properes
El següent diagrama mostra les poblacions més properes.